# Municipio de Strandahl
El municipio de Strandahl (en inglés: Strandahl Township) es un municipio ubicado en el condado de Williams en el estado estadounidense de Dakota del Norte. En el año 2010 tenía una población de 20 habitantes y una densidad poblacional de 0,24 personas por km².

## Geografía
El municipio de Strandahl se encuentra ubicado en las coordenadas 48°25′22″N 103°58′42″O / 48.42278, -103.97833. Según la Oficina del Censo de los Estados Unidos, el municipio tiene una superficie total de 84.7 km², de la cual 84,24 km² corresponden a tierra firme y (0,54 %) 0,45 km² es agua.

## Demografía
Según el censo de 2010, había 20 personas residiendo en el municipio de Strandahl. La densidad de población era de 0,24 hab./km². De los 20 habitantes, el municipio de Strandahl estaba compuesto por el 100 % blancos. Del total de la población el 0 % eran hispanos o latinos de cualquier raza.